# Conquesta de Siurana
La Conquesta de Siurana fou una de les batalles de la Reconquesta.

## Antecedents
El 17 de febrer de 1146, Berenguer Arnau va rebre el castell i la vila de Siurana. Aquesta donació permet suposar un primer intent - fracassat - de conquesta de les muntanyes de Prades. Siurana restava en un indret pràcticament inexpugnable per les armes i mitjans de l'època i probablement Ramon Berenguer IV va preferir conquerir altres llocs amb més importància política i econòmica. Tarragona va ser conquerida l'any 1116, però fins al 1146 no es veu un veritable procés ocupacional del territori. Tortosa va ser conquerida el 1148, i Lleida el 1149. El 1151 els cristians ja estaven a tocar dels mateixos límits del valiat de Siurana després de conquerir tota la zona de les Garrigues.
L'Emirat de Xibràna, governat llavors pel valí Almira Almemoniz, restava doncs, reclòs i rodejat pels quatre costats, com el darrer territori musulmà de l'actual Catalunya.

## Ocupació de l'Emirat de Xibrana

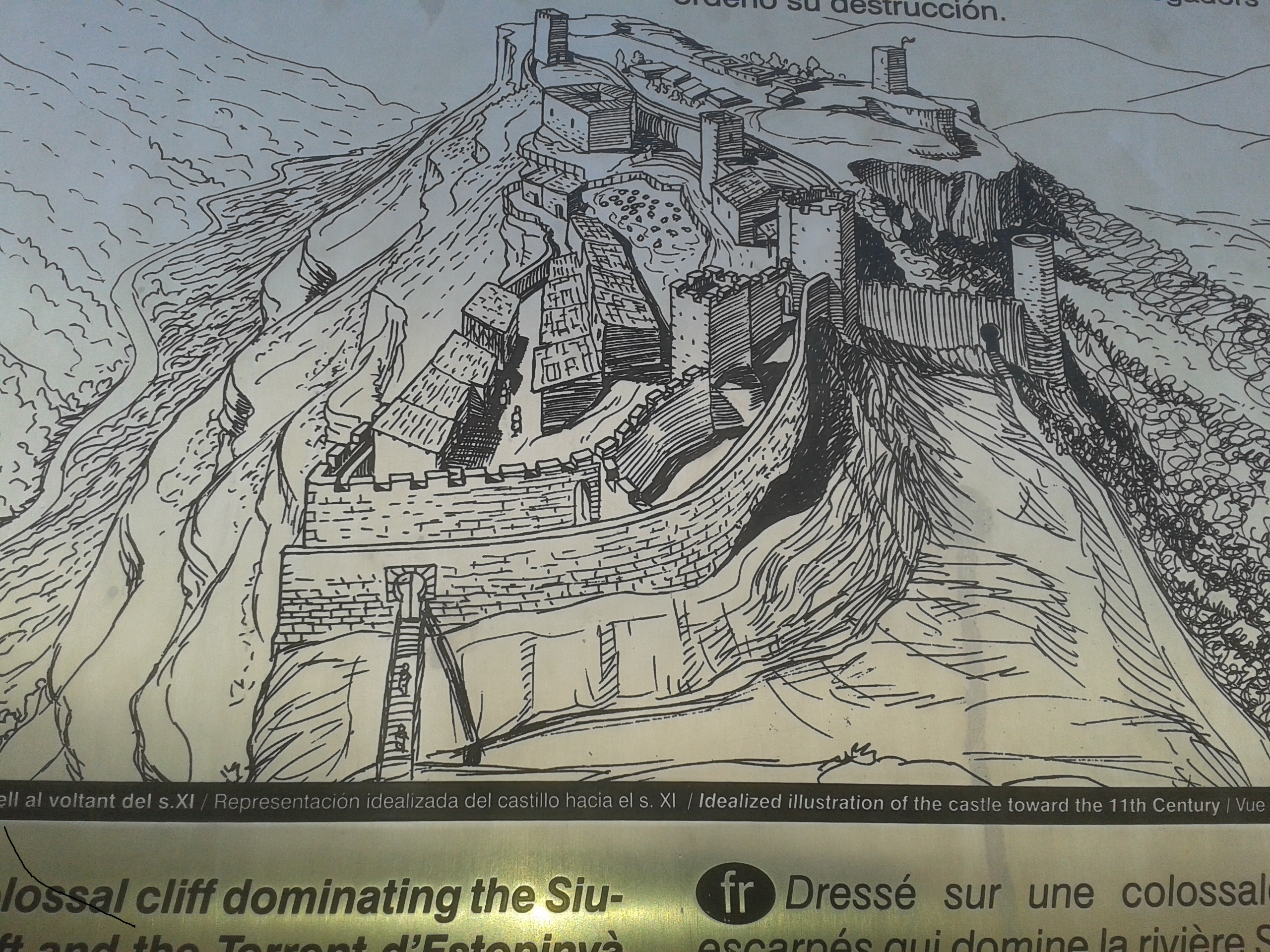
Dibuix que representa una hipotètica reconstrucció del castell musulmà de Siurana. Segle XI

L'ocupació dels territoris de l'Emirat de Xibrana va començar l'any 1153. Per la banda de la Conca de Barberà, els Cervera van arribar fins a Albarca per Capafonts i la Febró; Albert de Castellvell va envair el Priorat des del Coll de la Teixeta mentre que Ramon de Ganagot ho va fer pel Coll d'Alforja. El setge el va dirigir Bertran de Castellet. La data exacta de la conquesta del castell no és segura: alguns la fixen el 29 d'abril, dia en què el comte Ramon Berenguer IV va atorgar una carta de població a Bertran de Castellet; d'altres l'han situat el 23 de novembre del mateix any; i d'altres el 12 de juliol de 1154. En tot cas, és segur que en el mes de setembre de 1154 Siurana ja portava un cert temps en mans de Bertran de Castellet, per la qual cosa la data final cal situar-la entre 1153 i 1154.

## Conseqüències
El setge del castell va donar lloc a llegendes inspirades en els grans esforços (ben reals) que els millors guerrers catalans van haver d'afrontar per conquerir Siurana, fortificada i situada en un indret del tot inexpugnable pels guerrers i mitjans de l'època. La llegenda de la Reina Mora testimonia plenament el caire èpic de la conquesta de l'últim reducte musulmà de Catalunya.